# ماشین زمان (فیلم ۲۰۰۲)
ماشین زمان (به انگلیسی: The Time Machine) یک فیلم علمی–تخیلی آمریکایی محصول سال ۲۰۰۲ به کارگردانی سایمون ولز و نویسندگی جان لوگان، که براساس رمانی به همین نام در سال ۱۸۹۵، به قلم اچ. جی. ولز ساخته شده‌است. در این فیلم بازیگرانی همچون گای پیرس، سامانتا مومبا، مارک ادی، سیه‌نا گیلری، جرمی آیرونز، آلن یونگ و اورلاندو جونز ایفای نقش می‌کنند.

## داستان
در سال ۱۸۹۹، دکتر الکساندر هارتدگن، مخترعی است که در دانشگاه کلمبیا در نیویورک تدریس می‌کند. برخلاف دوستش دیوید فلبی، الکساندر علاقه‌ای به تجارت ندارد و ترجیح می‌دهد در زمینهٔ پژوهش‌های ناب علمی فعالیت کند. پس از آن‌که نامزدش، اما، در حملهٔ یک دزد کشته می‌شود، الکساندر خود را وقف ساختن ماشین زمانی می‌کند که بتواند با آن به گذشته سفر کرده و جان او را نجات دهد. پس از تکمیل ماشین در سال ۱۹۰۳، به گذشته بازمی‌گردد و مانع قتل اما می‌شود، اما در همان شب، او در حادثه‌ای دیگر جان خود را از دست می‌دهد؛ زمانی که کالسکه‌ای بدون اسب باعث رم‌کردن اسب‌های یک درشکه می‌شود.
الکساندر درمی‌یابد که هر تلاش او برای نجات اما، به مرگ او در شرایطی دیگر می‌انجامد. بنابراین به سال ۲۰۳۰ سفر می‌کند تا دریابد آیا علم در آن زمان راهی برای تغییر گذشته یافته یا نه. در کتابخانه عمومی نیویورک، کتابدار هولوگرافیکی به نام «وُکس ۱۱۴» به او می‌گوید سفر به گذشته ناممکن است. الکساندر سپس به سال ۲۰۳۷ می‌رود، زمانی که مستعمره‌نشینان ماه، طی حادثه‌ای، باعث تخریب ماه شده‌اند و زمین به‌شکل روزافزونی غیرقابل سکونت شده است. در هنگام راه‌اندازی مجدد دستگاه، بر اثر برخورد آوار بی‌هوش می‌شود و ناخواسته بیش از ۸۰۰٬۰۰۰ سال به آینده می‌رود و در ۱۶ ژوئیهٔ سال ۸۰۲٬۷۰۱ به هوش می‌آید.
در این دوران، زمین دوباره ترمیم شده و بشر به زندگی‌ای ابتدایی شبیه عصر حجر بازگشته است. گروهی از بازماندگان به نام «الوی‌ها» در صخره‌های اطراف چیزی که زمانی منهتن بود زندگی می‌کنند. زنی به نام مارا، یکی از معدود الوی‌هایی که انگلیسی بلد است، الکساندر را پرستاری کرده و بهبود می‌بخشد. الکساندر ماه شکسته را می‌بیند و به‌یاد حرف فلبی می‌افتد که گفته بود شاید آموزه‌های خود او به چنین آینده‌ای انجامیده است. همان شب، الکساندر و برادر کوچک مارا، کالن، خواب چهره‌ای با دندان‌های تیز و موجودی را می‌بینند که آن‌ها را صدا می‌زند. الکساندر خواب را برای مارا تعریف می‌کند و او می‌گوید همهٔ مردمشان این خواب را می‌بینند. سپس متوجه می‌شوند که ساعت مچی الکساندر ناپدید شده است. روز بعد، موجوداتی میمون‌مانند به الوی‌ها حمله می‌کنند و مارا را به زیر زمین می‌برند. آن‌ها مورلاک نام دارند و به شکار الوی‌ها می‌پردازند. برای نجات مارا، کالن الکساندر را نزد وُکس ۱۱۴ می‌برد که پس از گذشت ۸۰۰٬۰۰۰ سال همچنان فعال است.
با راهنمایی وُکس، الکساندر وارد غارهای زیرزمینی مورلاک‌ها می‌شود؛ جایی که ورودی‌اش شبیه همان چهرهٔ کابوس‌گونه است. او دستگیر می‌شود و به جایی منتقل می‌گردد که مارا در قفسی زندانی است. در آنجا، او با یک مورلاک‌های برتر مواجه می‌شود؛ موجودی انسان‌نما، بسیار باهوش و دارای قدرت دورآگاهی که توضیح می‌دهد مورلاک‌ها از انسان‌هایی پدید آمده‌اند که پس از فروپاشی ماه به زیر زمین رفتند، در حالی که الوی‌ها از بازماندگان سطح زمین منشأ گرفته‌اند. مورلاک‌های برتر بر سایر مورلاک‌ها فرمان می‌رانند و از الوی‌ها برای تغذیه و تولید مثل بهره می‌گیرند.
مورلاک برتر به الکساندر می‌گوید که نمی‌تواند سرنوشت اما را تغییر دهد؛ چرا که مرگ او موجب شد الکساندر ماشین زمان را بسازد، و در نتیجه نجات او یک پارادوکس پدربزرگ به‌وجود می‌آورد. او ماشین زمان را به الکساندر نشان می‌دهد و از او می‌خواهد به زمان خودش بازگردد. اما الکساندر او را نیز با خود به داخل ماشین می‌کشد و در حالی‌که در حال مبارزه‌اند، آن‌ها به آیندهٔ دورتر می‌روند. الکساندر، مورلاک را بیرون از حباب زمانی ماشین پرتاب می‌کند، که موجب پیری سریع و مرگ او می‌شود. سپس در تاریخ ۶۳۵٬۴۲۷٬۸۱۰ توقف می‌کند؛ جایی که آسمان به رنگ زنگار درآمده و سرزمینی بایر با غارهای مورلاک‌ها نمایان است.
با پذیرش این‌که نمی‌تواند اما را نجات دهد، الکساندر به عقب بازمی‌گردد تا مارا را نجات دهد. پس از آزادسازی او، دستگاه را روشن کرده و چرخ‌دنده‌هایش را گیر می‌اندازد، که موجب اعوجاج در زمان می‌شود. الکساندر و مارا از غارها می‌گریزند، در حالی‌که موج زمانی منفجر می‌شود و مورلاک‌ها، غارهایشان و ماشین زمان را نابود می‌کند. او زندگی جدیدی را با مارا و الوی‌ها آغاز می‌کند و وُکس ۱۱۴ نیز به آموزش آنان یاری می‌رساند.
در سال ۱۹۰۳، فلبی و خانم واچت، مستخدمهٔ الکساندر، دربارهٔ غیبت او در آزمایشگاه صحبت می‌کنند. فلبی می‌گوید خوشحال است که الکساندر به جایی رفته که در آن آرامش یافته و پیشنهاد می‌دهد که خانم واچت را به عنوان مستخدمه استخدام کند. او قبول می‌کند، تا زمانی‌که الکساندر بازگردد. خانم واچت با الکساندر خداحافظی می‌کند و فلبی می‌رود، با محبتی به سوی آزمایشگاه نگاه می‌کند و سپس کلاه بولر خود را به افتخار مخالفت الکساندر با همرنگی کورکورانه، با افتخار به دور می‌اندازد.